# Greet Verstraete
Greet Verstraete (1983) is een Vlaamse actrice afkomstig uit Merkem.

## Biografie
Ze studeerde in 2008 af aan de Amsterdamse Toneelschool. In hetzelfde jaar speelde ze mee in twee voorstellingen van Hanneke Paauwe bij Villanella: Sneeuwwitje en de zeven verzuchten en Smeltende gedachten. Bij Toneelhuis was zij te zien in De Geruchten (2008, Guy Cassiers) en Titus Andronicus (2009, Raven Ruëll in coproductie met KVS). Bij Ontroerend Goed werkte ze mee aan Under the influence (2009, Alexander Devriendt). In het seizoen 2010–2011 speelde ze in Dieven in een regie van Alize Zandwijk (Ro Theater in coproductie met KVS). In 2011 vertolkte ze in het Zeeland Nazomerfestival de rol van Cassandra in Trojaanse Vrouwen, geregisseerd door Niek Kortekaas.
Voor tv deed ze mee in Het goddelijke monster (regie: Hans Herbots), Dubbelleven (regie: Joel Vanhoebrouck) en De Ronde (regie: Jan Eelen). Ze speelde in 2012 ook mee in Deadline 14/10 en komt ook terug in Deadline 25/5. In Cordon speelt ze Suzy, de collega en beste vriendin van Jana. In 2017 speelde ze mee in Het Tweede Gelaat en in de gevangenisserie Gent-West. In datzelfde jaar speelde ze de rol van Minna in de reeks De Bende van Jan de Lichte die uiteindelijk in 2020 uitgezonden werd. In 2019 speelt ze de rol van Margot in de fictiereeks De twaalf (een reeks van: Wouter Bouvijn, Sanne Nuyens en Bert Van Dael) die in april 2019 de prijs voor het beste scenario won op het televisiefestival Canneseries en ook Jolien Nackaerts in De Infiltrant (een reeks van: Philippe De Schepper). Ze neemt ook een van de hoofdrollen voor zich in het tweede seizoen van Beau Séjour (een reeks van: Nathalie Basteyns, Kaat Beels en Sanne Nuyens).
Ze speelde mee in films als Belgica (Felix Van Groeningen), Het Tweede Gelaat (Jan Verheyen) en Muidhond (Patrice Toye). In 2023 is ze te zien in J’aime la vie, de debuutfilm van Mathias Sercu en in Holly, de nieuwe langspeelfilm van Fien Troch. Verstraete is ook actief als theateractrice in Belgische en Nederlandse producties. 

## Filmografie

### Televisie
- Holy sh!t (2025) - als mama Benjamin

- Zussen (2024) - als Bieke
- Ferry (2023) - als dokter Gabriels
- Nonkels (2022) - als klant
- De Bunker (seizoen 2) (2022)  - als Nina Van Hoof
- Beau Séjour (2021) - als Britt Teirlinck
- Lockdown (2021) - als Indra
- De Twaalf (2019-2020) - als Margot
- De Bende van Jan De Lichte (2018) - als Minna
- Gent-West (2017-2018) - als Fiona Vanneste
- De Infiltrant (2018) - als Jolien Nackaerts
- Cordon (2014-2016) - als Suzy Van Hoeylandt
- Amigo's (2015) - als Hilde
- Vossenstreken (2015) - als hypnotiseuse
- De Ridder (2014) - als Elisa Bogaert
- Deadline 25/5 (2014) - als June Merckx
- Deadline 14/10 (2012) - als June Merckx
- De Ronde (2011) - als bloemenmeisje
- Het goddelijke monster (2011) - als Vera
- Dubbelleven (2010) - afl. "Een nieuw begin"
- F.C. De Kampioenen (2002-2004) - als Kaat
- W817 (2002) - als Elly

### Films
- Holy Rosita (2024) - als hotelreceptioniste
- Holly (2023) - als Anna
- J'aime la vie (2023) - als Emmy
- Kom hier dat ik u kus (2020) - als Agnes
- Muidhond (2019) - als Elke's moeder
- Het tweede gelaat (2017) - als Suzanne
- Belgica (2016) - als Carole